# Digritindur
Digritindur är en bergstopp i republiken Island. Den ligger i regionen Austurland, 400 km öster om huvudstaden Reykjavík. Toppen på Digritindur är 817 meter över havet.
Runt Digritindur är det mycket glesbefolkat, med 2 invånare per kvadratkilometer. Närmaste större samhälle är Reyðarfjörður, omkring 15 kilometer nordväst om Digritindur. Trakten runt Digritindur består i huvudsak av gräsmarker.